# Физический факультет ХНУ
Физический факультет — структурное подразделение Харьковского национального университета имени В. Н. Каразина. Создан в 1962 году в результате разделения физико-математического факультета. Берёт начало от кафедры теоретической и экспериментальной физики отделения физических и математических наук Харьковского императорского университета. Физический факультет является одним из старейших подразделений Харьковского национального университета. На факультете ведутся фундаментальные и прикладные исследования в области теоретической и экспериментальной физики.

## История
При открытии Харьковского императорского университета в 1805 г. на отделении физических и математических наук была создана кафедра теоретической и экспериментальной физики. Первым её заведующим стал А. И. Стойкович. На кафедре работало всего четыре человека: заведующий, его помощник — адъюнкт, смотритель кабинета и инструментальный мастер.
С 1814 по 1835 гг. кафедрой заведовал профессор В. С. Комлишинский.

В 1839 г. заведование объединённой кафедрой физики и физической географии принял В. И. Лапшин. Затем кафедрой заведовали Ю. И. Морозов (1864—1867 г.г.) , А. П. Шимков (1867—1899 г.г.) и А. К. Погорелко (1900 г.).

С 1880 года на кафедре работал Н. Д. Пильчиков, опубликовавший около 50 работ из разных областей физики.

С 1904 г. кафедрой заведовал А. П. Грузинцев.
Затем, с 1914 по 1921 г.г. заведующим кафедрой был знаменитый учёный Д. А. Рожанский, основавший первую научную школу радиофизиков в г. Харькове.

В 1914 год — 1919 год г.г. на кафедре физики работал Т. П. Кравец.
После восстановления университета в 1933 году 1 октября 1933 г. возобновил работу физико-математический факультет, включавший уже четыре кафедры. Первым деканом стал профессор А. В. Желеховский, также возглавивший кафедру экспериментальной физики. Кафедру теоретической физики с 1935 по 1940 г.г. возглавлял Л. М. Пятигорский.

В 1935 году на факультет пришёл профессор Лев Ландау, вскоре ставший заведующим кафедрой экспериментальной физики. Усилиями Л. Д. Ландау была создана Харьковская школа физиков-теоретиков.

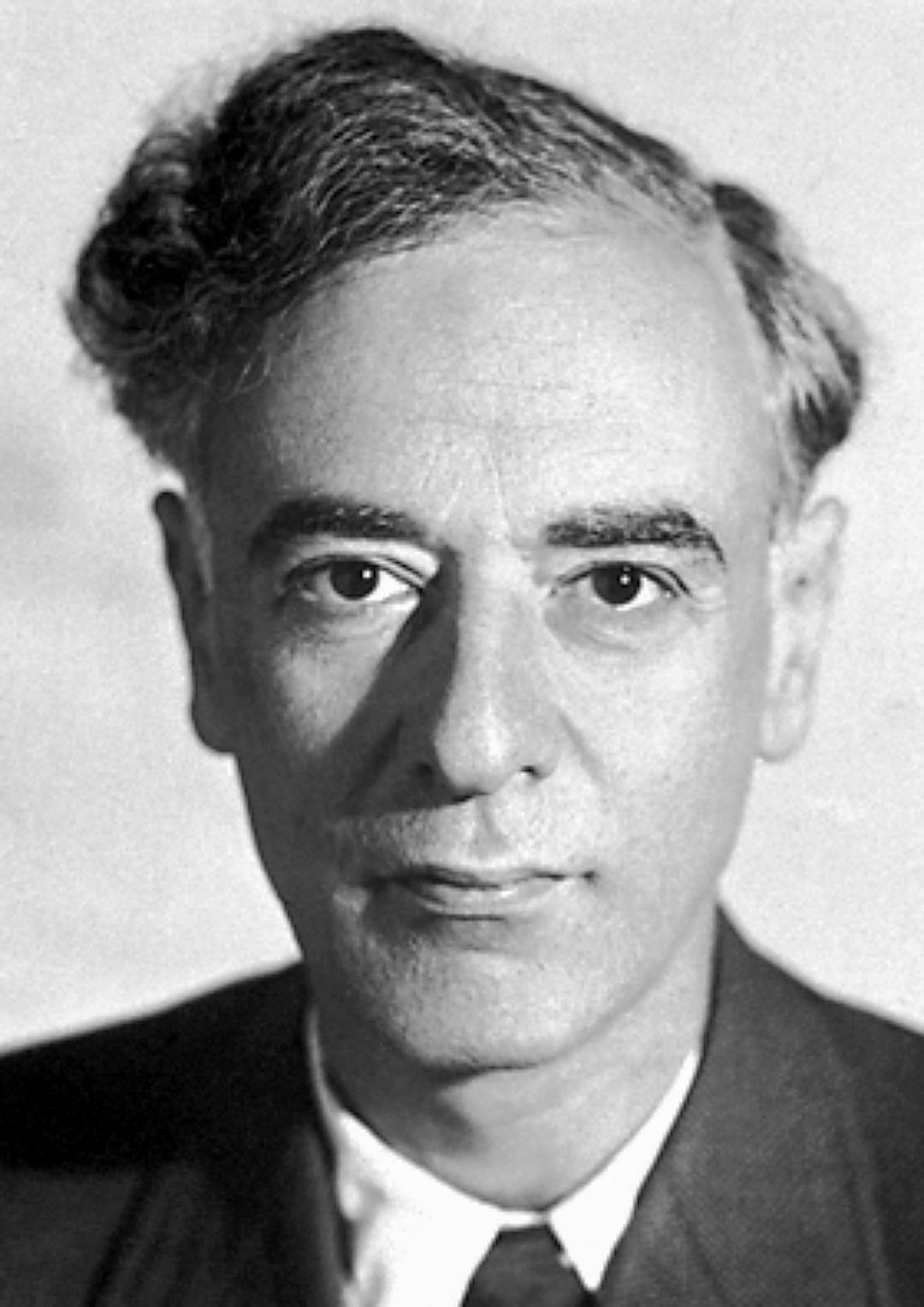
Лев Давидович Ландау

В 1940 году от кафедры экспериментальной физики отделилась кафедра общей физики, которую возглавил доцент А. С. Мильнер.

С 1940 г. кафедрой экспериментальной физики руководил профессор А. И. Ахиезер, а затем, в период 1943—1944 г.г. профессор В. Л. Герман.

В 1944 году эта кафедра была разделена на две: кафедру статистической физики и термодинамики, которую возглавил профессор Илья Лифшиц и кафедру теоретической ядерной физики, которую возглавил профессор А. И. Ахиезер.

Кафедру магнитных измерений возглавлял профессор Д. С. Штейнберг, но в 1935 г. в связи со смертью Д. С. Штейнберга, кафедру возглавил профессор Л. В. Шубников, превративший её в кафедру твёрдого тела. С 1937 г. её возглавил Б. Я. Пинес, который переименовал её в кафедру физики твёрдого тела. Основным направлением кафедры стало изучение металлов и сплавов.

Заведующим кафедрой электромагнитных колебаний был профессор А. А. Слуцкин. В 1939 г. она была переименована в кафедру технической физики. После смерти А. А. Слуцкина, с 1950 г. кафедрой заведовал доцент В. К. Ткач.
Создание УФТИ благотворно повлияло на развитие физики в Харьковском университете. В период с 1937 года по 1941 год было защищено 3 докторские и 13 кандидатских диссертаций, что превышало количество защищённых диссертаций в период 1805—1917 г.г. Благодаря активному развитию науки в 30-е годы Харьковский университет стал одним из лучших учебно-научных центров в области физики.

В годы эвакуации университета в г. Кзыл-Орду физика в университете была представлена только одной кафедрой, которую возглавлял профессор К. Д. Синельников.
После войны резко возросли потребности в физиках, в результате чего на физико-математическом факультете в 1948 году была основана кафедра ядерной физики.

В связи с переходом университета в новое здание в 1962 году появилась возможность разделить физико-математический факультет на три факультета: физический, механико-математический и физико-технический. Это стало началом нового периода в жизни физического факультета: возникли новые кафедры, научные направления и лаборатории.

Первым деканом физического факультета стал В. И. Хоткевич.
В 1962 году на факультете насчитывалось уже 6 кафедр.

Самой большой была кафедра экспериментальной физики, которой заведовал декан факультета В. И. Хоткевич.

В 1979 году от кафедры отделилась кафедра низких температур. Возглавил её профессор М. А. Оболенский.

После смерти В. И. Хоткевича, в 1983 г. кафедру экспериментальной физики возглавил профессор В. М. Андронов, а с 2002 года ею руководит профессор В. П. Лебедев. 

Кафедру статистической физики и термодинамики возглавлял академик И. М. Лифшиц. С 1979 года она стала называться кафедрой теоретической физики. С 1966 года на кафедре работал профессор Э. А. Канер. В 1993 г. кафедру возглавил профессор А. М. Ермолаев.

Кафедру физики твёрдого тела возглавлял Б. Я. Пинес. После его смерти в 1968 г. кафедрой стал руководить профессор А. Ф. Сиренко. С 1993 года её возглавляет З. З. Зыман. 

Кафедрой общей физики заведовал академик Е. С. Боровик. После его смерти кафедру возглавлял доцент А. С. Мильнер, а затем профессор И. В. Смушков. С 1981 г. ею руководит профессор Ю. А. Попков, а с 2001 года А. Г. Андерс.

На факультете возникло ещё две кафедры: кафедра физической оптики, которой заведовал И. М. Шкляревский, на смену которому в 1991 г. пришёл профессор В. К. Милославский, а в 2003 г. - профессор Л. О. Агеев и кафедра физики кристаллов, созданная профессором Я. Е. Гегузиным, которой с 1988 года руководит доцент В. И. Кибец, а с 2007 года — профессор Б. В. Гринёв. Затем появилось ещё две кафедры: кафедра высшей математики, которой заведовали доцент З. С. Агранович и доцент В. К. Дубовой. С 1988 года её возглавляет Ю. М. Дюкарев. И кафедра астрономии, возглавляемая академиком Н. П Барабашовым, профессором Ю. В. Александровым (1978—2004 г.г.) и доцентом А. М. Грецким (2004—2012 г.г.). С 2012 г. кафедрой заведует профессор Ю. Г. Шкуратов.

## Структура факультета

### Кафедры
В состав факультета входят девять кафедр:
- Кафедра теоретической физики имени И. М. Лифшица
- Кафедра физики низких температур
- Кафедра экспериментальной физики
- Кафедра общей физики
- Кафедра астрономии
- Кафедра физики кристаллов
- Кафедра физической оптики
- Кафедра физики твёрдого тела
- Кафедра высшей математики

### Научно-исследовательские лаборатории
- Проблемная научно-исследовательская лаборатория физики низких температур
- Гелиевая ожижительная станция
- Лаборатория физического эксперимента и демонстраций

## Известные выпускники и сотрудники
- Ландау, Лев Давидович[2]
- Ахиезер, Александр Ильич
- Барабашов, Николай Павлович
- Веркин, Борис Иеремиевич
- Виленкин, Александр
- Гегузин, Яков Евсеевич
- Герасимович, Борис Петрович
- Гринёв, Борис Викторович
- Дубовский, Борис Григорьевич
- Евдокимов, Николай Николаевич
- Ерёменко, Виктор Валентинович
- Канер, Эмануил Айзикович
- Комлишинский, Василий Сергеевич
- Лапшин, Василий Иванович
- Лифшиц, Илья Михайлович
- Манжелий, Вадим Григорьевич
- Осиповский, Тимофей Фёдорович
- Павловский, Александр Иванович
- Пильчиков, Николай Дмитриевич
- Пинес, Борис Яковлевич
- Пятигорский, Леонид Моисеевич
- Савельев, Игорь Владимирович
- Стойкович, Афанасий Иванович
- Струве, Людвиг Оттович
- Струве, Отто Людвигович
- Файнберг, Яков Борисович
- Фесенков, Василий Григорьевич
- Хоткевич, Владимир Игнатьевич
- Шехтер, Роберт
- Шимков, Андрей Петрович
- Шубников, Лев Васильевич
- Янсон, Игорь Кондратьевич

## Научные исследования
На факультете обучается 245 студентов и аспирантов. Среди профессорско-преподавательского состава и научных работников факультета свыше 30 докторов наук, профессоров и 42 кандидатов наук, доцентов.
Ведётся тесное сотрудничество с ведущими академическими институтами г. Харькова — ННЦ ХФТИ НАН Украины, ИРЭ им. О. Я. Усикова НАН Украины. Также факультет имеет филиалы кафедр в ФТИНТ им. Б. И. Веркина НАН Украины, НТК «Институт монокристаллов» НАН Украины. Сотрудники, аспиранты и студенты физического факультета проводят совместные научные исследования и проходят стажировку в ведущих научных учреждениях Украины и за её пределами, в частности в университетах Эксетера (Великобритания), Бохума, Дуйсбург-Эссена, Мюнстера (Германия), Миннеаполиса (США).
На физическом факультете разрабатывается квантовая теория наносистем, создаётся теория нелинейных явлений в твёрдых телах, исследуются порошковые наноматериалы, современные проблемы сверхпроводимости, электронные свойства нормальных металлов, оптические эффекты в наноразмерных металлических плёнках, механизмы массопереноса в дефектных кристаллах, закономерности пластической и надпластичной деформации и разрушения металлов и сплавов, исследования в области физики биоматериалов, направленные на создание имплантационных материалов.
На кафедре астрономии проводятся исследования свойств звёзд, поверхностей космических тел, проблемы астероидной опасности и внеземных ресурсов, осуществляется дистанционное зондирование Земли и планет.